# Le Frisson du crime

Le Frisson du crime, ou Plaisirs meurtriers au Québec (Thrill of the Kill) est un téléfilm américano-canadien réalisé par Richard Roy, diffusé le 1er octobre 2006 sur Lifetime.

## Synopsis
Graydon Jennings est un auteur de polars à succès. Son dernier roman est écrit à la première personne, les détails des pulsions du tueur et la précision de la lente agonie des victimes sont très précis. Kelly, sœur d'une victime de ce genre de crime, est très intriguée par la lecture de ce polar.

## Fiche technique
Sauf indication contraire, les informations mentionnées dans cette section peuvent être confirmées par la base de données cinématographiques IMDb,  présente dans la section « Liens externes ».
- Titre français : Le Frisson du crime
- Titre québécois : Plaisirs meurtriers
- Titre original : Thrill of the Kill
- Réalisation : Richard Roy
- Scénario : John Benjamin Martin
- Direction artistique :
- Musique : James Gelfand
- Décors : André Chamberland
- Costumes : Nicole Pelletier
- Photographie : Daniel Villeneuve
- Son :
- Montage :
- Production : Jean Bureau et Josée Mauffette
  - Production déléguée : Justin Bodle, Jean Bureau, Anne Carlucci, Stephen Greenberg et Craig Nicholls
  - Production exécutive : Serge Denis
- Société de production : Power et Incendo Productions
- Distribution :  États-Unis : Lifetime
- Budget :
- Pays :  États-Unis et  Canada
- Format : Couleur
- Genre : thriller
- Durée : 88 minutes
- Dates de diffusion :
  -  États-Unis : 1er octobre 2006
  -  France : 5 juin 2007
  -  Belgique : 7 août 2010

## Distribution
- Shiri Appleby (VF : Élisa Bourreau ; VQ : Geneviève Désilets) : Kelly Holden
- Chris Potter (VF : Jean-Pierre Michaël ; VQ : François Trudel) : Graydon Jennings
- Paul Hopkins (en) (VF : Jérémy Prévost ; VQ : Patrice Dubois) : Hank
- Judith Baribeau (VQ : Catherine Proulx-Lemay) : Linda
- Matt Cooke (VQ : Jean-François Blanchard) : le sénateur Darren Hartford
- Kathleen Fee (VQ : Marie-Andrée Corneille) : le shérif Teri Boesch
- Robert Crooks (VF : Vincent de Bouard) : Jimmy Johnson
- Mark Camacho : Clyde
- Cindy Busby : Amber
- Monique Phillips : Daphne
- Pina Di Blasi : Alison Holden
- Mélanie Venne : Nicole
- Michael McNally : Boyd MacAllister
- Ian Watson : Joe de Boston
- James Kidnie (VQ : Luis de Cespedes) : l'homme de confiance d'Hartford
- Craig Thomas : le présentateur du talk-show

 Source et légende : version française (VF) sur RS Doublage et version québécoise (VQ)